# 約翰·摩亞 (足球運動員)
約翰·摩亞（John Moore，1966年10月1日—），生於英格蘭康斯特，已退役英格蘭裔香港足球運動員，司職中場，於1999年開始代表香港代表隊。

## 球會生涯
摩亞出生於英格蘭康斯特，在英格蘭球會新特蘭展開球員生涯，不過多次被外借至聖巴特里、新港郡、達靈頓、曼斯菲、羅奇代爾。摩亞在前往荷蘭加盟烏德勒支前，效力英格蘭足球聯賽球會侯城和錫菲聯。一年後他重返英格蘭，加盟梳士貝利、克魯及斯卡布羅。在到香港前，摩亞效力非聯賽球會畢曉普奧克蘭。1992年，摩亞加盟星島，1995–96球季以隊長身份助星島取得第25屆總督盃冠軍，1998–99球季助球隊以十二碼射贏南華奪聯賽冠軍，其後曾多次入選香港聯賽選手隊及香港足球明星。1997年轉投愉園，晨曦，居港滿七年後，於98–99球季中起傳為本地球員，直止在2002年回歸英格蘭效力達拉謨城。

## 國際賽生涯
1999年，摩亞共計代表香港隊7次，無入球。

## 外部連結
- JOHN MOORE （页面存档备份，存于）